# Pieter Johan Luijendijk
Pieter Johan Luijendijk (Enschede, 26 juli 1907 - Utrecht, 23 februari 1985) was een Nederlandse gereformeerde missionair predikant op Soemba. Hij kwam er aan op 19 mei 1932 en zou er met tussenpozen 36 jaar verblijven. Op 4 augustus 1969 vertrok hij voor de laatste keer voor zijn terugreis naar Nederland.
- 1933-1940 West-Soemba (standplaats Anakalang)
- 1940-1942 Oost-Soemba (standplaats Pajeti)
- 1942-1945 Japanse gevangenschap
- 1945-1948 verblijf te Makassar, Jakarta en Nederland
- 1948-1951 missionair predikant West-Soemba (standplaats Waikabubak)
- 1951-1959 Hoofd van de Theologische Opleidingsschool (TOS) (Karuni), West-Soemba. De opleidingsschool is rond 1953 overgeplaatst naar Lewa
- Verlof van 30 juni 1953 tot 2 mei 1954
- Kreeg op 1 januari 1961 op eervolle wijze emeritaat verleend door de Classis Groningen van de Gereformeerde Kerken in Nederland
- 1964-1965 Vervanger van Ds Baarlink als missionair predikant in Pajeti
- 1966-1969 Docent Theologische Opleidingsschool (TOS) te Lewa